# Barns Courtney
Barnaby George Courtney (Aylesbury, Buckinghamshire, Inglaterra; 17 de noviembre de 1990), conocido como Barns Courtney, es un cantante, compositor y músico inglés.

## Primeros años
Courtney nació en Inglaterra y luego se mudó con su familia a Seattle, Washington cuando tenía 4 años de edad, para posteriormente retornar al Reino Unido cuando tenía 15. Courtney anteriormente dirigió la banda indie británica SleeperCell, que apareció en La competencia Orange Unsigned de Channel 4, antes de liderar la banda independiente Dive Bella Dive, que firmó con Island Records y actuó en el Download Festival en 2012.
Decidido a seguir una carrera en la música, pero sin ingresos ni hogar, Courtney se ganaba la vida trabajando en la cadena PC World mientras dormía en los sofás de sus amigos y en el auto de su novia.

## Carrera musical
En 2015, Courtney lanzó su primera canción como solista, "Glitter & Gold", que recibió reproducción de radio en BBC Introducing Suffolk y por Phil Taggert de BBC Radio 1, y lo llevó a una aparición en Radio 1's Big Weekend en Exeter al año siguiente. La canción también alcanzó el número 1 en la lista viral de Spotify del Reino Unido y el número 2 en la lista alternativa de iTunes. La canción se usó más tarde en el tráiler de la película The Founder, protagonizada por Michael Keaton.
También en 2015, el sencillo "Fire" apareció en la película Burnt y se transmitió en la radio de rock estadounidense en 2016. "Fire" se usó más tarde en el anuncio de la temporada 24 de "Top Gear". Hasta la fecha, "Fire" se ha reproducido más de 68 millones de veces en Spotify, mientras que "Glitter & Gold" se ha reproducido más de 98 millones de veces. Courtney tocó en el Festival de Música SXSW en Austin, Texas, en un showcase para la revista NME en marzo de 2016 e interpretó dicha canción en el programa de entrevistas de TBS Conan de Conan O'Brien en junio.
En 2016, Barns Courtney tocó en el mundialmente famoso festival Rock Werchter en Bélgica en el escenario KlubC.
A finales de enero de 2017 también anunció los detalles de una extensa gira como cabeza de cartel por Estados Unidos, además del lanzamiento de su EP debut, The Dull Drums. Su canción "Hellfire" fue nombrada tema oficial del evento de la empresa de lucha libre profesional WWE, Extreme Rules.
A lo largo de la temporada 2017 de la AFL, el Hawthorn Football Club utilizó "Glitter and Gold" con un paquete destacado sobre el sistema de megafonía en los últimos 60 segundos antes del inicio de los partidos en casa.
En noviembre de 2017, la BBC usó su canción "Champion" para su campaña publicitaria de la Copa Mundial de la Liga de Rugby. Además de ser utilizado por la WWE para su pago por evento Backlash en 2018.
Actuó en el álbum Human del 2018 de Steve Angello en la canción "Dopamine".
A Courtney también se le atribuye su participación en la canción de The Prodigy "Give Me a Signal" de su nuevo álbum No Tourists. 
La canción "Champion" también se usó en el primer tráiler de juego de la expansión de juego Battle Charge para el popular juego de disparos Battle Royale Apex Legends.
La canción "Fun Never Ends" aparece en la banda sonora del videojuego NHL 20 de EA Sports.
Su canción "Sinners" fue utilizada como música de fondo para el primer tráiler del videojuego As Dusk Falls, presentado el 23 de julio de 2020.

## Filmografía
| Año  | Título                               | Rol      |
| ---- | ------------------------------------ | -------- |
| 2016 | Conan                                | Él mismo |
| 2017 | The Late Late Show with James Corden | Él mismo |
| 2017 | Sunday Brunch                        | Él mismo |
| 2018 | Last Call with Carson Daly           | Él mismo |
| 2018 | Hannah Montana Forever               | Él mismo |
| 2019 | Sunday Brunch                        | Él mismo |